# Petruška Šustrová

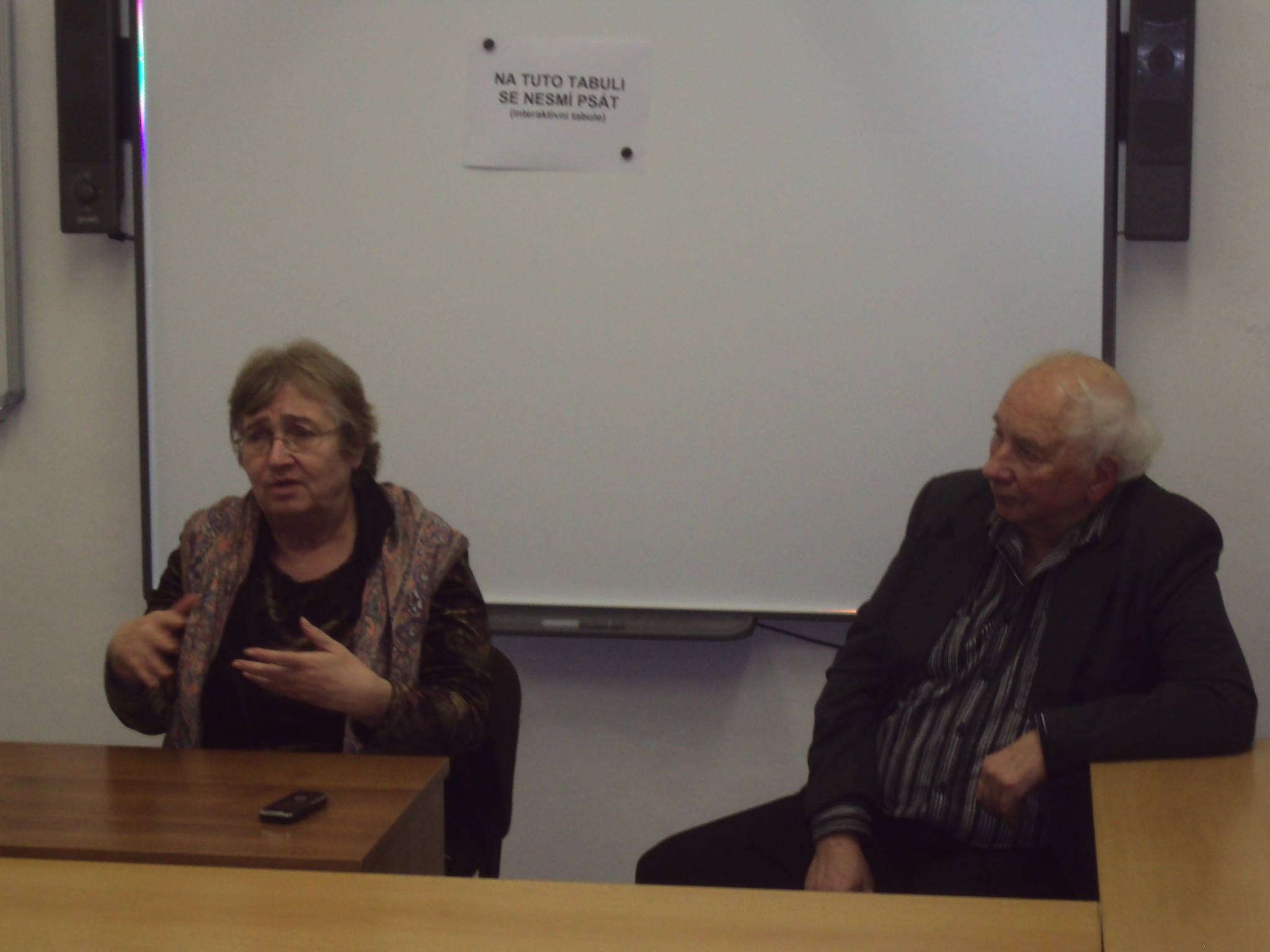
Přednáška v České Lípě (leden 2013)

Petruška Šustrová (18. května 1947 Praha – 6. května 2023) byla česká publicistka, překladatelka z angličtiny a polštiny a disidentka.

## Osobní život
Od roku 1966 studovala učitelství oborů dějepis a čeština na Filozofické fakultě Univerzity Karlovy (1966–1969), během studií otěhotněla a studium ani později z politických důvodů nedokončila. V prosinci 1969 byla zatčena a poté odsouzena ke dvěma letům odnětí svobody za opoziční aktivity v levicovém Hnutí revoluční mládeže, jehož členy byli také Jaroslav Bašta, Ivan Dejmal, Jan Frolík či Petr Uhl. Po pobytu ve vazební věznici Praha-Ruzyně strávila výkon trestu ve věznicích ve Všehrdech a Opavě. Po propuštění v roce 1971 pracovala šest let jako poštovní úřednice, po nuceném odchodu z pošty jako uklízečka, v té době již měla čtyři děti. Od srpna 1982 do listopadu 1989 nezískala žádné stálé zaměstnání. 
V roce 1976 podepsala Prohlášení Charty 77. V roce 1979 se stala členkou Výboru na obranu nespravedlivě stíhaných. V roce 1985 byla jednou ze tří mluvčích Charty 77. Od roku 1987 spolupracovala s redakcí samizdatové revue Střední Evropa.
V letech 1990–1992 působila jako náměstkyně federálního ministra vnitra (podílela se na prověrkách pracovníků ministerstva, rozvědky a justice a spolupracovala na přípravě lustračního zákona). Po odchodu ze státní správy na konci ledna 1992 se stala novinářkou.
V říjnu 2008 byla Senátem Parlamentu ČR zvolena členkou Rady Ústavu pro studium totalitních režimů, od února 2013 byla její předsedkyní. V říjnu 2013 skončil její mandát. Za rok 2009 získala novinářskou Cenu Ferdinanda Peroutky.
Martin Věchet napsal o Petrušce Šustrové v Deníku.cz, že to byla intelektuálka a dělník samizdatu. Žena statečného a otevřeného srdce, která si ráda tříbila názory a sdílela je s ostatními. Nenafoukaně, nenamyšlené, chytře a srdečně. 
Zemřela dne 6. května 2023.

## Knižní komentáře a rozhovory
- ŠUSTROVÁ, Petruška: Politické tanečky. Komentáře vysílané na vlnách Českého rozhlasu Regina 1999–2001. Academia, Praha 2002, 244 s.
- ŠUSTROVÁ, Petruška: Služebníci slova. Pulchra, Praha 2008, 328 s.

## Překlady
- APPLEBAUM, Anne: Gulag. Dějiny. Beta-Dobrovský – Ševčík, Praha – Plzeň 2004, 604 s.
- BLAŽEK, Petr: Živá pochodeň na Stadionu Desetiletí. Protest Ryszarda Siwce proti okupaci Československa v roce 1968. Historická studie a edice dokumentů. ÚSTR, Praha 2008, 93 s. (překlad archivních dokumentů)
- CLAY, Catrine: Král, císař, car. BB/art, Praha 2008, 412 s.
- DAVIES, Norman: Ostrovy. Dějiny. BB/art, Praha 2003, 975 s.
- DAVIES, Norman – MOORHOUSE, Roger: Mikrokosmos. Portrét jednoho středoevropského města. BB/art, Praha 2006, 607 s.
- GRAJEWSKI, Andrzej: Církve ve střední Evropě po roce 1989. Občanský institut, Praha 1996, 15 s.
- GRAJEWSKI, Andrzej: Evropa, Rusko a tajné služby. Občanský institut, Praha 1996, 19 s.
- GRAJEWSKI, Andrzej: Jidášův komplex. Zraněná církev: křesťané ve střední a východní Evropě mezi odporem a kolaborací. Prostor, Praha 2002, 305 s.
- GRAJEWSKI, Andrzej: Rusko a kříž. Z dějin pravoslavné církve v SSSR. Česká křesťanská akademie, Praha 1997, 149 s.
- GROCKI, Michał (pseud.): Konfidenti mezi námi. Institut pro středoevropskou kulturu a politiku, Praha 1993, 98 s.
- JOHNSON, Paul: Zrození moderní doby. Devatenácté století. Academia, Praha 1998, 869 s.
- KARPIŃSKI, Jakub: Slabikář demokracie. Občanský institut, Praha 1993, 74 s.
- KENNEY, Padraic: Karneval revoluce. Střední Evropa 1989. BB/art, Praha 2005, 390 s.
- MERCOLA, Joseph a CUMMINS, Ronnie: Pravda o covidu-19: odhalení Velkého resetu, lockdownů, vakcinačních pasů a nového normálu: proč se musíme spojit v celosvětové hnutí za zdraví a svobodu. Překlad Petruška Šustrová. První vydání. Brno: Riva, s.r.o., 2021. xiv, 217 stran. ISBN 978-80-908322-0-6.
- PACZKOWSKI, Andrzej: Půl století dějin Polska 1939–1989. Academia, Praha 2000, 381 s.
- SKILLING, Harold Gordon: Československo – můj druhý domov. Paměti Kanaďana. Prostor, Praha 2001, 607 s.
- SNYDER, Timothy: Krvavé země – Evropa mezi Hitlerem a Stalinem. Paseka a Prostor, Litomyšl a Praha 2013, 496 s.
- TRENTO, Joseph John: Tajné dějiny CIA. BBart, Praha 2004, 467 s.
- WEATHERFORD, Jack: Čingischán a utváření moderního světa . BB/art, Praha 2006, 367 s.
- ZAJĄCZKOWSKI, Wojciech: Rusko a národy: Osmý kontinent. Misgurnus 2011, ISBN 978-80-904931-0-0.